# やなぎ南玉
やなぎ 南玉（やなぎ なんぎょく、1947年11月9日 - ）は、落語芸術協会・太神楽曲芸協会所属の江戸曲独楽芸人。太神楽曲芸協会監事。本名∶戸石 隆。出囃子は『鎧付け』。

## 経歴
東京都立池袋商業高等学校卒業。
1966年、八代目林家正蔵（彦六）の内輪弟子となり、「みす乃家南玉」を名乗る。この間、やなぎ女楽、鏡味弥生より江戸曲独楽を習得したほか、橘右近より寄席文字を、今村恒美より江戸の風俗習慣を学ぶ。
2005年3月、江戸曲独楽の屋号である「やなぎ」を継承し、「やなぎ南玉」を襲名する。2007年より落語芸術協会に入会し、同協会定席寄席のほか、海外（ブラジル・カンボジアなど）公演も行う。

## 芸歴
- 1966年∶八代目林家正蔵（彦六）の内輪となり、「みす乃家南玉」を名乗る。
- 2005年3月∶「やなぎ南玉」を襲名。
- 2007年∶落語芸術協会に加入。

## 弟子

### 前座
- やなぎ弥七
  - 2024年2月上席より、落語芸術協会での前座修業開始。実父は落語家の三遊亭右左喜、実兄は紙切り芸人の林家喜之輔[3]。